# Lijst van voetbalinterlands Ivoorkust - Servië en Montenegro
Deze lijst van voetbalinterlands is een overzicht van alle officiële voetbalwedstrijden tussen de nationale teams van Ivoorkust en Servië en Montenegro. De landen speelden in totaal een keer tegen elkaar. Dat was een groepswedstrijd tijdens het Wereldkampioenschap voetbal 2006 op 21 juni 2006 in München (Duitsland). Dit was tevens het laatste duel van Servië en Montenegro als gecombineerd team.

## Wedstrijden
| № | Plaats  | Datum        | Competitie | Wedstrijd                        | Uitslag |
| - | ------- | ------------ | ---------- | -------------------------------- | ------- |
| 1 | München | 21 juni 2006 | WK 2006    | Ivoorkust – Servië en Montenegro | 3 – 2   |

## Samenvatting
| Competitie   | Totaal gespeeld | Winst Ivoorkust | Gelijk | Winst Servië en M. | Doelsaldo Ivoorkust – Servië en M. |
| ------------ | --------------- | --------------- | ------ | ------------------ | ---------------------------------- |
| WK-eindronde | 1               | 1               | 0      | 0                  | 3 − 2                              |
| Totaal       | 1               | 1               | 0      | 0                  | 3 − 2                              |

## Details

### Eerste ontmoeting
| WK 2006 (München, Duitsland, 21 juni 2006): |              | |
| Ivoorkust | 3 – 2        | Servië en Montenegro |
| Aruna Dindane 37' (pen.) Aruna Dindane 67' Bonaventure Kalou 86' (pen.)                                                                                           | goals        | 10' Nikola Žigić 20' Saša Ilić |
| Henri Michel | bondscoach   | Ilija Petković |
| Boubacar Barry Emmanuel Eboué Cyrille Domoraud Blaise Kouassi Arthur Boka Abdulkader Keita 73' Didier Zokora Yaya Touré Kanga Akalé 60' Arouna Koné Aruna Dindane | opstellingen | Dragoslav Jevrić Nenad Djordjević Goran Gavrančić 16' Mladen Krstajić Milan Dudić Saša Ilić Ivan Ergić Igor Duljaj Predrag Đorđević Dejan Stanković 67' Nikola Žigić |
| Bakari Koné 60' Bonaventure Kalou 73' | wissels      | 16' Albert Nadj 67' Savo Milošević |
| Abdulkader Keita 33' Cyrille Domoraud 41' Aruna Dindane 43' | gele kaarten | 35' Milan Dudić 37' Igor Duljaj 57' Goran Gavrančić |
| Cyril Domoraud 90+2' | rode kaarten | 46' Albert Nadj |

FIF · A-internationals · Selecties · Bondscoaches · Statistieken · Ivoriaans vrouwenelftal · Ivoorkust U21 · Ivoorkust U20 · Ivoorkust U19 · Ivoorkust U18 · Ivoorkust U17
1960 – 1969 ·
1970 – 1979 ·
1980 – 1989 ·
1990 – 1999 ·
2000 – 2009 ·
2010 – 2019 ·
2020 − 2029
WK 2006 · 
WK 2010 · 
WK 2014
OS 2008 · 
OS 2020
1960 ·
1961 ·
1962 ·
1963 ·
1964 · 
1965 ·
1966 · 
1967 ·
1968 ·
1969 ·
1970 ·
1971 ·
1972 ·
1973 ·
1974 ·
1975 ·
1976 ·
1977 ·
1978 · 
1979 ·
1980 ·
1981 · 
1982 ·
1983 ·
1984 ·
1985 ·
1986 ·
1987 ·
1988 ·
1989 ·
1990 ·
1991 ·
1992 · 
1993 · 
1994 · 
1995 · 
1996 · 
1997 · 
1998 · 
1999 · 
2000 · 
2001 · 
2002 · 
2003 · 
2004 · 
2005 · 
2006 · 
2007 · 
2008 · 
2009 · 
2010 · 
2011 · 
2012 · 
2013 ·
2014 ·
2015 ·
2016 ·
2017 ·
2018 ·
2019 ·
2020 ·
2021 ·
2022 ·
2023 ·
2024 ·
2025
Algerije ·
Angola ·
Argentinië ·
België ·
Benin ·
Bosnië en Herzegovina ·
Botswana ·
Brazilië ·
Burkina Faso ·
Burundi ·
Canada ·
Centraal-Afrikaanse Republiek ·
Chili ·
Colombia ·
Comoren ·
Congo-Brazzaville ·
Congo-Kinshasa ·
Duitsland ·
Egypte ·
El Salvador ·
Engeland ·
Equatoriaal-Guinea ·
Ethiopië ·
Frankrijk ·
Gabon ·
Gambia ·
Ghana ·
Griekenland ·
Guinee ·
Guinee-Bissau ·
Hongarije ·
Israël ·
Italië ·
Japan ·
Jordanië ·
Kameroen ·
Kenia ·
Koeweit ·
Lesotho ·
Liberia ·
Libië ·
Madagaskar ·
Malawi ·
Mali ·
Marokko ·
Mauritanië ·
Mauritius ·
Mexico ·
Moldavië ·
Mozambique ·
Namibië ·
Nederland ·
Nieuw-Zeeland ·
Niger ·
Nigeria ·
Noord-Korea ·
Oeganda ·
Oostenrijk ·
Paraguay ·
Polen ·
Portugal ·
Qatar ·
Roemenië ·
Rusland ·
Rwanda ·
Senegal ·
Servië en Montenegro ·
Seychellen ·
Sierra Leone ·
Slovenië ·
Soedan ·
Spanje ·
Tanzania ·
Togo ·
Tsjaad ·
Tunesië ·
Turkije ·
Uruguay ·
Verenigde Staten ·
Zambia ·
Zimbabwe ·
Zuid-Afrika ·
Zuid-Korea ·
Zweden ·
Zwitserland
Argentinië (2006) · 
Colombia (2014) ·
Ghana (2015) ·
Griekenland (2014) · 
Japan (2014) ·  
Nederland (2006) · 
Noord-Korea (2010) · 
Servië en Montenegro (2006) ·
Zambia (2012)
FSSCG · A-internationals · Bondscoaches · Vrouwenelftal van Servië en Montenegro · Servië en Montenegro U19 · Servië en Montenegro U17
2003 – 2006
WK 2006
OS 2004
2003 · 
2004 · 
2005 · 
2006
Argentinië ·
Azerbeidzjan ·
België ·
Bosnië en Herzegovina ·
Bulgarije ·
China ·
Duitsland ·
Engeland ·
Faeröer ·
Finland ·
Italië ·
Ivoorkust ·
Japan ·
Litouwen ·
Nederland ·
Noord-Ierland ·
Noorwegen ·
Oekraïne ·
Polen ·
San Marino ·
Slovenië ·
Slowakije ·
Spanje ·
Tunesië ·
Uruguay ·
Wales ·
Zuid-Korea
Argentinië (2006) · 
Ivoorkust (2006) · 
Nederland (2006)